# Un Ratito
"Un Ratito" é uma canção do DJ e produtor musical brasileiro Alok e dos cantores porto-riquenhos Luis Fonsi e Lunay, gravada para o primeiro álbum de estúdio de Alok. Conta com participação do cantor porto-riquenho Lenny Tavárez e da cantora brasileira Juliette. Foi lançada como primeiro single do álbum em 14 de janeiro de 2022 pela Universal Music.

## Lançamento e promoção
A divulgação do single começou em dezembro de 2021, com uma entrevista de Alok ao podcast Podpah, anunciando o lançamento uma parceria musical com a cantora Juliette, e explicou: “É uma música que eu estava fazendo com três gringos, uma música internacional. Aí eu vi a Juliette lançando o álbum dela, uma parada que é muito a verdade dela, ela está de volta às raízes. Eu falei: ‘Cara, ia ser muito legal se a Juliette fizesse um trabalho gringo, pop, uma parada que quebrasse as barreiras”. Logo que Alok entregou a novidade no PodPah, Juliette foi ao Twitter brincar com os cactos, nome como seus fãs são chamados nas redes sociais. Sem citar o momento, ela destacou: “Quando eu digo VEM AÍ… é pq VEM AÍ!”, escreveu. "Un Ratito" foi lançada para download digital e streaming como o primeiro single do álbum de Alok em 14 de janeiro de 2022.

## Apresentações ao vivo
Alok tocou "Un Ratito" pela primeira vez em 22 de janeiro de 2022 na vigésima segunda temporada do Big Brother Brasil. Em 11 de fevereiro, Juliette apresentou a canção no TVZ.

## Faixas e formatos
| Download digital / streaming |             |         |  |
| N.º                          | Título      | Duração |  |
| 1.                           | "Un Ratito" | 3:14    |  |

## Desempenho comercial
A faixa foi um sucesso comercial alcançando o topo das paradas do iTunes no Brasil, Portugal, Moçambique, Israel e Ucrânia. Depois de duas semanas da estreia na plataforma, a faixa liderou o ranking em 27 países, posicionando Alok e Juliette como os primeiros brasileiros a conquistar tal êxito. Até então, o feito era de Michel Teló com a música "Ai Se Eu Te Pego".

## Histórico de lançamento
| Região | Data                  | Formato(s)                 | Gravadora(s)     | Ref.  |
| ------ | --------------------- | -------------------------- | ---------------- | ----- |
| Várias | 14 de janeiro de 2022 | Download digital streaming | Universal Latino | [ 3 ] |